# Mesnil-Domqueur
Mesnil-Domqueur è un comune francese di 96 abitanti situato nel dipartimento della Somme nella regione dell'Alta Francia.

## Società

### Evoluzione demografica
Abitanti censiti